# Brazii de Sus
Brazii de Sus – wieś w Rumunii, w okręgu Prahova, w gminie Brazi. W 2011 roku liczyła 1486 mieszkańców.